# Oscaruddelingen 1953
Oscaruddelingen 1953 var den 25. oscaruddeling, hvor de bedste film fra 1952 blev hædret af Academy of Motion Picture Arts and Sciences. Uddelingen blev afholdt 19. marts både i Hollywood og New York. Det var første gang uddelingen blev sendt på direkte tv, og første gang at uddelingen blev goldt 2 forskellige steder samtidig. 
Det vakte opsigt at filmen Verdens største show vandt oscar for bedste film, der i dag betegnes som en af de værste film, der har vundet en oscar for bedste film. Det amerikanske filmmagasin Premiere har filmen på sin liste over de 10 værste film, der har vundet en oscar for bedste film. Det britiske filmmagasin Empire har givet filmen en 3. plads på sin liste over de 10 værste film, der har vundet en oscar for bedste film.

## Priser
| Bedste Film præsenteret af Mary Pickford | Bedste Instruktør præsenteret af Olivia de Havilland |
| --- | --- |
| - Verdens største show - Sheriffen - Ivanhoe - Moulin Rouge - Den tavse mand | - John Ford – Den tavse mand - Cecil B. DeMille – Verdens største show - John Huston – Moulin Rouge - Joseph L. Mankiewicz – Operation Cicero - Fred Zinnemann – Sheriffen |
| Bedste Mandlige Hovedrolle præsenteret af Janet Gaynor | Bedste kvindelige hovedrolle præsenteret af Ronald Colman |
| - Gary Cooper – Sheriffen - Marlon Brando – Viva Zapata! - Kirk Douglas – Illusionernes by - José Ferrer – Moulin Rouge - Alec Guinness – Masser af guld | - Shirley Booth – Kom tilbage, lille Sheba - Joan Crawford – Afsløret - Bette Davis – The Star - Julie Harris – The Member of the Wedding - Susan Hayward – Der er sang i mit hjerte |
| Bedste Mandlige Birolle præsenteret af Greer Garson | Bedste Kvindelige Birolle præsenteret af Edmund Gwenn |
| - Anthony Quinn – Viva Zapata! - Richard Burton – Rachel - Arthur Hunnicutt – Pelsjægerne - Victor McLaglen – Den tavse mand - Jack Palance – Afsløret | - Gloria Grahame – Illusionernes by - Jean Hagen – Singin' in the Rain - Colette Marchand – Moulin Rouge - Terry Moore – Kom tilbage, lille Sheba - Thelma Ritter – Der er sang i mit hjerte |
| Bedste Manuskript præsenteret af Dore Schary | Bedste Historie og Manuskript præsenteret af Dore Schary |
| - Illusionernes by – Charles Schnee - Sheriffen – Carl Foreman - Manden i det hvide tøj – Roger MacDougall, John Dighton og Alexander Mackendrick - Den tavse mand – Frank S. Nugent - Operation Cicero – Michael Wilson | - Masser af guld – T.E.B. Clarke - Atomspionage – Sydney Boehm - Alle tiders sportspige – Ruth Gordon og Garson Kanin - Gennem lydmuren – Terence Rattigan - Viva Zapata! – John Steinbeck |
| Bedste Historie præsenteret af Dore Schary | Bedste Korte Animationsfilm præsenteret af Jane Wyman |
| - Verdens største show – Frederic M. Frank, Theodore St. John og Frank Cavett - Snigskytten – Edna Anhalt og Edward Anhalt - Politi - mord i tog 63! – Martin Goldsmith og Jack Leonard - Min søn John – Leo McCarey - The Pride of St. Louis – Guy Trosper | - Johann Mouse - Little Johnny Jet - Madeline - Pink and Blue Blues - The Romance of Transportation in Canada |
| Bedste Dokumentar præsenteret af Jean Hersholt | Bedste Korte Dokumentar præsenteret af Jean Hersholt |
| - The Sea Around Us - The Hoaxters - Navajo | - Neighbours - Devil Take Us - The Garden Spider - Man Alive! |
| Bedste Kortfilm, One-Reel præsenteret af Jane Wyman | Bedste Kortfilm, Two-Reel præsenteret af Jane Wyman |
| - Light in the Window - Athletes of the Saddle - Desert Killer - Neighbours - Royal Scotland | - Water Birds - Bridge of Time - Devil Take Us - Thar She Blows! |
| Bedste Drama eller Komedie Musik præsenteret af Walt Disney | Bedste Musical Musik præsenteret af Walt Disney |
| - Sheriffen – Dimitri Tiomkin - Tyven – Herschel Burke Gilbert - Viva Zapata! – Alex North - Ivanhoe – Miklos Rozsa - The Miracle of Our Lady of Fatima – Max Steiner | - Der er sang i mit hjerte – Alfred Newman - Singin' in the Rain – Lennie Hayton - Jazz-sangeren – Ray Heindorf og Max Steiner - The medium – Gian-Carlo Menotti - H. C. Andersen – Walter Scharf |
| Bedste Sang præsenteret af Walt Disney | Bedste Lydoptagelse præsenteret af Claire Trevor |
| - "High Noon" fra Sheriffen – Musik af Dimitri Tiomkin; Tekst af Ned Washington - "Am I in Love" fra Søn af Blegansigt – Musik og Tekst af Jay Livingston og Ray Evans - "Because You're Mine" fra Fordi du er min – Musik af Nicholas Brodszky; Tekst af Sammy Cahn - "Thumbelina" fra H. C. Andersen – Musik og Tekst af Frank Loesser - "Zing a Little Zong" fra Kun for dig – Musik af Harry Warren; Tekst af Leo Robin | - Gennem lydmuren – London Films Sound Department - En himmelhund – Pinewood Studios Sound Department - Den tavse mand – Republic Studio Sound Department; Daniel J. Bloomberg - H. C. Andersen – Gordon Sawyer, Samuel Goldwyn Studio Sound Department - Der er sang i mit hjerte – Twentieth Century-Fox Studio Sound Department; Thomas T. Moulton |
| Bedste Scenografi, Sort og Hvid præsenteret af Joan Fontaine | Bedste Scenografi, Farver præsenteret af Joan Fontaine |
| - Illusionernes by – Cedric Gibbons, Edward Carfagno, Edwin B. Willis og Keogh Gleason - Rashomon - Dæmonernes port – So Matsuyama og H. Motsumoto - Carrie – Hal Pereira, Roland Anderson og Emile Kuri - Rachel – Lyle Wheeler, John DeCuir og Walter M. Scott - Viva Zapata! – Lyle Wheeler, Leland Fuller, Thomas Little og Claude Carpenter                                                                            | - Moulin Rouge – Paul Sheriff og Marcel Vertes - H. C. Andersen – Richard Day, Clave og Howard Bristol - Den glade enke – Cedric Gibbons, Paul Groesse, Edwin B. Willis og Arthur Krams - Den tavse mand – Frank Hotaling, John McCarthy, Jr. og Charles Thompson - Sneen på Kilimanjaro – Lyle Wheeler, John DeCuir, Thomas Little og Paul S. Fox    |
| Bedste Fotografering, Sort og Hvid præsenteret af Teresa Wright | Bedste Fotografering, Farver præsenteret af Teresa Wright |
| - Illusionernes by – Robert Surtees - Pelsjægerne – Russell Harlan - Afsløret – Charles Lang, Jr. - Rachel – Joseph LaShelle - Indianerdrengens flugt – Virgil Miller | - Den tavse mand – Winton C. Hoch and Archie Stout - Den gyldne havfrue – George J. Folsey - Sneen på Kilimanjaro – Leon Shamroy - H. C. Andersen – Harry Stradling - Ivanhoe – F.A. Young |
| Bedste Kostumer, Sort og Hvid præsenteret af Ginger Rogers | Bedste Kostumer, Farver præsenteret af Ginger Rogers |
| - Illusionernes by – Helen Rose - Carrie – Edith Head - Rachel – Charles LeMaire og Dorothy Jeakins - Affæren i Trinidad – Jean Louis - Afsløret – Sheila O'Brien | - Moulin Rouge – Marcel Vertes - H. C. Andersen – Clave, Mary Wills og Barbara Karinska - Verdens største show – Edith Head, Dorothy Jeakins og Miles White - Der er sang i mit hjerte – Charles LeMaire - Den glade enke – Helen Rose og Gile Steele                                                                                                 |
| Bedste Klipning præsenteret af Frank Capra | Bedste Visuelle Effekter præsenteret af Loretta Young |
| - Sheriffen – Elmo Williams and Harry Gerstad - Flat Top – William Austin - Verdens største show – Anne Bauchens - Moulin Rouge – Ralph Kemplen - Kom tilbage, lille Sheba – Warren Low | - Rejsen mod det ukendte |

### Ærespriser
præsenteret af Charles Brackett
- George Alfred Mitchell
- Joseph M. Schenck
- Merian C. Cooper
- Harold Lloyd
- Bob Hope

### Bedste Udenlandske Film
præsenteret af Luise Rainer
- Forbudte lege (Jeux interdits, Frankrig)

### Irving G. Thalberg Memorial Award
præsenteret af Charles Brackett
- Cecil B. DeMille